# Teratophyllum arthropteroides
Teratophyllum arthropteroides là một loài thực vật có mạch trong họ Lomariopsidaceae. Loài này được (H. Christ) Holttum miêu tả khoa học đầu tiên năm 1932.